# Франг, Вильде
Вильде Франг (норв. Vilde Frang, 19 августа 1986, Осло) — норвежская скрипачка.

## Биография
Начала играть на скрипке в 4 года. Училась в музыкальном институте имени Мари-Луизы Баратт Дуэ в Осло у Хеннинга Краггеруда и Стефана Баратт Дуэ. Продолжила обучение в Высшей школе музыки и театра в Гамбурге у Коли Блахера и у Анны Чумаченко в Кронбергской Академии.
В 10 лет выступила с оркестром Норвежского радио, в 1998 Марис Янсонс пригласил её сыграть с Филармоническим оркестром Осло. С тех пор концертировала во многих странах Европы и Азии, играла вместе с Мартой Аргерих, Гидоном Кремером, Юрием Башметом, Анне-Софи Муттер, Юлианом Рахлиным, Лейфом Ове Андснесом, Трульсом Мёрком, Рено Капюсоном, Максимом Венгеровым.
Играет на скрипке Жана Батиста Вийома, подаренном ей как стипендиату фонда Анне-Софи Муттер ().

## Записи
В 2009 записала свой первый альбом с произведениями Прокофьева и Сибелиуса, в 2010 — диск с произведениями Шопена, в 2011 — с сонатами Грига, Бартока, Р.Штрауса, все — в фирме EMI.

## Признание
Премия Фонда Леони Соннинг (2003), премия принца Евгения (2007), премия лучшему солисту Норвегии (2008) и др. награды